# 大岗镇 (广州市)
22°48′18.54″N 113°23′53.63″E / 22.8051500°N 113.3982306°E
大岗镇，是中国广东省广州市南沙区下辖的一个镇级行政区。
大岗镇原由番禺区管辖，2012年11月30日移交给南沙区，并在翌日零时起管辖。

## 行政区划
大岗镇下辖以下地区：
豪岗社区、二湾社区、镇南社区、潭洲社区、灵山社区、江滘社区、客家村、东流村、新联二村、新联一村、南顺二村、南顺一村、东隆村、中埠村、大岗村、北流村、岭东村、马前村、龙古村、鸭利村、维毓村、新围村、增沙村、放马村、上村、南村坊村、灵山村、庙贝村、庙青村、新沙村、高沙村和圭沙岛生活区。

## 旅游景点
大岗镇八景
- 大岗公园：原为古代屯兵守土的炮台岗，前有百步石磴，后为悬崖峭壁，古木葱茏，容阴蔽日。
- 潭洲公园：新建于望楼岗上，是潭州城中高点，登高近看，旧城新区，高楼鳞栉。
- 十八罗汉山
- 罉塘
- 潭州仙庙
- 天后宫
- 大岗园林宾馆
- 全民健身广场
- 潭洲音乐喷泉